# دیوید لوچهد
دیوید لوچهد (انگلیسی: David Lochhead; ۱۸ ژوئن ۱۹۳۶ – ۱۵ ژوئن ۱۹۹۹) متخصص الهیات بود. در مونترال متولد شد و در دانشگاه مک گیل تحصیل کرد. در مسیر رسیدن به مدارج علمی، الهیات و فلسفه دین، در کالج یونیون و آکسفورد و شیکاگو نیز تحصیل کرد. او در سال ۱۹۶۲ منصوب شد و به دو کلیسای کلیسای متحد در کبک و انتاریو خدمت کرد. او در مدرسه الهیات ونکوور تدریس می‌کرد.